# Saroba pansa
Saroba pansa är en fjärilsart som beskrevs av Swinhoe 1902. Saroba pansa ingår i släktet Saroba och familjen nattflyn. Inga underarter finns listade.